# Сома (Фукусіма)

37°47′48″ пн. ш. 140°55′11″ сх. д. / 37.79667° пн. ш. 140.91972° сх. д.
Со́ма (яп. 相馬市, そうまし, МФА: [soːma ɕi̥]) — місто в Японії, в префектурі Фукусіма.

## Короткі відомості
Розташоване в північно-східній частині префектури, на березі Тихого океану. Виникло на основі середньовічного поселення самурайського роду Сома. Було столицею автономного уділу Сома-хан. До 19 століття називалося Накамурою. Основою економіки є сільське господарство, рибальство та суднобудування. Відоме в Японії святом самурайських кінних перегонів. Станом на 1 жовтня 2008 площа міста становила 197,67 км². Станом на 1 січня 2009 населення міста становило 38 249 осіб.